# Áspros Vólakas
Áspros Vólakas är en klippa i Grekland.   Den ligger i regionen Kreta, i den sydöstra delen av landet, 300 km söder om huvudstaden Aten.
Terrängen runt Áspros Vólakas är varierad. Havet är nära Áspros Vólakas söderut.  Närmaste större samhälle är Tympáki, 14,0 km öster om Áspros Vólakas. 